# Пэнхуледао
Пэнху́, Пэнху̀леда́о (кит. трад. 澎湖群島, палл. Пэнхуцюньдао, также кит. трад. 澎湖列島, палл. Пэнхуледао), или Пескадорские острова (порт. Ilhas Pescadores от порт. pescador — «рыбак») — архипелаг в южной части Тайваньского пролива, находится под управлением Китайской Республики, образуя уезд Пэнху.

## География

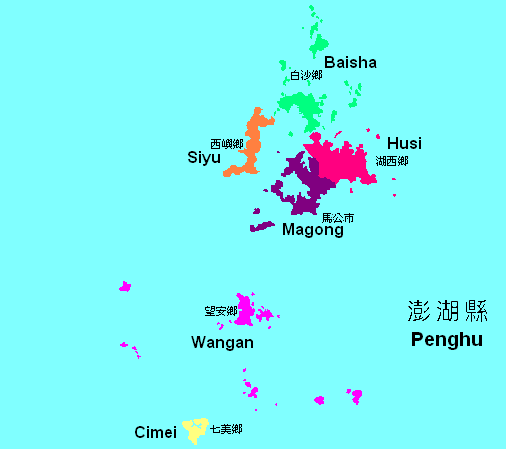
Карта архипелага Пэнхуледао

Состоит из 64 островов общей площадью 127 км². Население 92 415 человек (2008). Острова образовались в результате вулканической деятельности, но в течение тысячелетий водная эрозия привела к сглаживанию базальтовых скал, поэтому острова представляют собой плоские плато высотой до 48 м с сильно расчленёнными берегами.
Три основных острова архипелага — Магун, Байша и Сиюй — соединены двумя дамбами и мостом. Эти три острова отгораживают внутреннее море, которое хорошо подходит для занятий виндсерфингом и другими водными видами спорта. На остров Магун приходится половина общей территории архипелага и 70 % его населения.
Острова находятся в области муссонного тропического климата, количество осадков превышает 1000 мм в год, причём их большая часть выпадает в летний период. Осенью часто возникают тайфуны. Воды Пэнху богаты кораллами, моллюсками и другими морскими животными.
Вследствие сильных муссонов и солёных ветров на архипелаге, в отличие от Тайваня, практически отсутствует высокая растительность, территория покрыта кустарником и травой.

## История
Возрастом 450–190 тыс. лет датируется выловленная рыбаками челюсть древнего человека Penghu 1, предположительно относящаяся к виду Homo erectus или Homo heidelbergensis (по многомерным анализам). У гоминина очень широкая и тяжёлая челюсть, с рекордно толстым телом, низкой и широкой восходящей ветвью, подбородочный выступ отсутствует. У Пэнху, также как и у ланьтяньского человека, и у денисовского человека из китайской пещеры Байшия отмечено врождённое отсутствие третьего моляра.
Пэнху был заселён с континентального Китая в III веке до н. э.
Согласно китайским летописям, в конце VI века правитель императорской династии Суй послал управлять островами Пэнху полководца Чэнь Лэна.
При династии Мин (1368—1644) в конце XVI века на островах был расквартирован контингент китайских войск.
В 1623 году острова перешли под контроль Голландии, которая также захватила Тайвань. В 1661—62 войска китайского полководца Чжэн Чэн-гуна отбили у голландцев архипелаг и остров Тайвань.
С конца XIX века в результате Японо-китайской войны 1894-95 Пэнху и Тайвань были захвачены Японией.
В 1945 году, после разгрома Японии во Второй мировой войне, острова вернулись к Китаю.
С 1949 года (после свержения в Китае партии Гоминьдан) архипелаг контролируется Китайской Республикой.
В 2002 году над архипелагом произошла авиакатастрофа самолёта Boeing 747, принадлежащего China Airlines, которая унесла 225 жизней. Самолёт, выполнявший рейс 611, следовавший из Тайбэя в Гонконг, разломился и взорвался над островами, а обломки упали в Тайваньский пролив в 3 км от берега.

## Экономика
Выращиваемые культуры: сладкий картофель, арахис, маис, просо. Для рыболовства жители Пэнху сооружают дамбы-ловушки, из которых собирают рыбу во время отлива.